# モラリスト

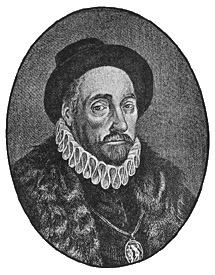
ミシェル・ド・モンテーニュ。

| 魂が真の目標を持たない時、如何に偽（いつわり）の目標にその激情を注ぐことか。――『エセー』 |

モラリスト（仏: moraliste）とは、現実の人間を洞察し、人間の生き方を探求して、それを断章形式や箴言のような独特の非連続的な文章で綴り続けた人々のことである。特に16世紀から18世紀において活躍したモンテーニュ、ブレーズ・パスカル、ラ・ロシュフコー、ラ・ブリュイエールなどフランス語圏の思想家を指す事が多い。こういった人間性探究の姿勢は、フランス文学に脈打つひとつの伝統ともなっているといえる。

## 概要
ラテン語mos, moris（フランス語mœurs）は人間の慣習や風習、性格や生き方などを意味し、こうした人間の行動や振舞い全般を省察するのがモラリストである。「道徳家」（moralisateur）とは別の概念であり、日常的にはそのような意味で使われることがあるが、混同されるべきではない。道徳家は道徳を教える教訓を書くのであるが、モラリストはまず記述的な姿勢を取るのであり、道徳家とはむしろ対極的である。
日本のフランス文学者では渡辺一夫や河盛好蔵による翻訳・研究が有名で、ほか関根秀雄、前田陽一、内藤濯、大塚幸男、齋藤磯雄、松浪信三郎、田辺保といった研究者がいる。

## モラリストの作風
モラリストには断続的な形式の記述を好むという特徴があり、その例としては、前もって決められた構成に従うことなく「飛び上がり跳ね回る」（『エセー』III-9）モンテーニュの随筆、ラ・ロシュフコーの箴言集、ラ・フォンテーヌの寓話集、ジャン・ド・ラ・ブリュイエールの性格論集（『人さまざま』）などが挙げられるが、これこそが、モラリストを規定する固有の特徴である。モラリストは構築された論証的、規範的な言説を拒否し、そこに付随する権威と学識に依拠するような身振り――まさに「道徳家」や、フィロゾーフや神学者や護教論者のような身振り――にも異議を唱える。（モンテーニュのように）無秩序さを前面に押し出すやり方にしても、（ラ・ロシュフコーやラ・ブリュイエールのように）描写の簡潔さに価値を置くやり方にしても、断続的な形式の選択は人間の振舞の無限の多様性と、一貫性も確実な意味ももはや存在しない現実世界の複雑さを物語っている。

## 歴史におけるモラリスト
19世紀の批評家とその継承者たちはモラリストの流れを、第1には戦乱や世俗・宗教における無秩序がもたらした唯物論や道徳的・宗教的無関心といったものへの反動であるとして、第2にはその前の世紀の粗野さに対する「洗練された社会」の発達であるとして、17世紀フランスの精神の最も際立った性質であると見做している。しかし、こうしたアプローチはモラリストと道徳家の概念を危険な形で重ね合わせているが、モラリストは正確には決して道徳家ではなかった。そのうえ、モラリストの記述形式について考察するだけでも、その意味するところには両義性があると分かる。切り離された断片がまさに関連付けられるところの発話者がいないので、断片はほぼ引用のように機能し、ラ・ロシュフコーの「箴言」のようなテクストはアウグスティヌス的、リベルタン的な解釈の余地がある。「信仰」的な反動を仮定することはほとんど意味がなく、主題だけに限って言うならばラ・フォンテーヌやモンテーニュのようなモラリストは護教論的な関心よりもむしろ快楽主義に近くすらある。
大使たちがフランス王国の廷臣たちで最も重要な人物たちの特徴を描写することに専念したというヴェネツィアの Relazioni によって刺激されたものであるという主張さえもある。これはいわゆる「鍵」仮説、特にラ・ブリュイエールの『カラクテール（Caractères）』に当て嵌まる仮説で、性格描写（肖像）のそれぞれに同時代の実在人物が隠されているというものである。ラ・ブリュイエール自身が、テクストを歴史的な楽しい読み物といったものに還元してしまう作品のそのような読み方を拒絶している。
こうしたモラリストの仮定的な「起源」を当てにせず正確であろうとするなら、モラリストの範疇を、厳密に、フロンドの乱の英雄と空想の時代の後の17世紀後半に歴史的に限定することが重要である。ルイ14世の治世がもたらした英雄とその神話の「破壊」（ポール・ベニシュー）をモラリストたちは報告し、またそれに加わったのである。このような因果関係によって、ある種の悲観主義や、価値や意味を疑問に付すことを特徴としたモラリスト的な記述の出現を説明可能にする要素が見出されるのである。
モラリストの文体の特性を説明する一番良い方法はそれがモラリストでないものとどう違うか比較することである。表面的にはモラリスト文学に非常に近い、アマチュアやプロの、値打ちもさまざまな作家たちは数多く挙げることができる。ニコラ・コエフトー、マラン・キュロー・ド・ラ・シャンブル、ジャン＝フランソワ・スノー、マドレーヌ・ド・スキュデリ、さらには古くはペトラルカやスペインのバルタサル・グラシアンなどの外国のモラリストの翻訳も挙げられる。厳密に言えば、こうした作家たちは、主題が似ているという点を除いてはモラリストではない。その論述や思考の様式は根本的に異っており、全く違った読み方を引き起こす。実際、これらの著述家たちは、持続的で論証的な論法を選ぶことで、自身が確信している「真実」を断定的・決定的な形で述べている。一方で、マルク・エスコラが示したように、モラリストの定義的な特徴である断片的な形式は読者に参加させ、断片間に連続性を作り出すさまざまなつながりを再構築するように強い、読者自身に意味の道筋を決めさせる。これが、モラリストにとって、もはや流動的で不安定で変わりやすいものとなった真実や、身振りや振舞いの新しい両義性を正確に表すことのできる方法となっている。こうしたテクストの構造はモンテーニュの表現を借りるなら「受け皿がもはや安定していない」（『エセー』III-2）現実と等価であり、読者にこの不安定さを感じさせる。
こうした作品の総体がモンテーニュとまさに結び付けられるのはモラリストの姿勢というものがモンテーニュにあって初めて生み出されたからでもあり、また『エセー』が17世紀の枕頭の書となり、特にここで検討している作家たちに読まれていたからでもある。
パスカルの『パンセ』がモラリスト文学に結び付けられるのは、歴史的な偶然による。『パンセ』はキリスト教擁護の草稿が断片的な形式で残ったものである。パスカルの死により未完成で終わったというためだけにモラリストのジャンルに結び付いているのであり、当初の草稿は、護教論であり、よって秩序立った論証的な形式を備えていたが、モラリスト以外の何者でもない姿勢から発していたようだ。
18世紀には、ラ・ロシュフコー、ラ・ブリュイエール、ラ・フォンテーヌによって作り出され、というよりはむしろ文学的な威厳を与えられた諸ジャンルは一連の模倣者や継承者たちによって大々的に引き継がれた。質の高かった作家を少数だけ挙げるなら、ヴォーヴナルグ、シャンフォール、アントワーヌ・リヴァロルなどである。

## モラリスト概念の拡張
定義を2つの方向に拡張することで、概念の妥当性は損われるもののモラリストの範囲を広げることができる。
1. ラ・ロシュフコーやラ・ブリュイエールの同時代人で、人間の振舞いについて書いたが、秩序立った型に嵌った形式で書いた者。ピエール・ニコル（Essais de Morale）、ジャック・エスプリ（フランス語版）（La Fausseté des vertus humaines）、サン＝テヴルモン（フランス語版）、ルネ・デカルト（『情念論』）などである。これらの中にはラ・ロシュフコーに極めて近い視点を取った者もあり、特にエスプリがそうで、ラ・ロシュフコーとエスプリはそれぞれの作品の着想で協働したこともあった。しかしながら、厳密な意味ではこれらの作家とモラリストの間には本質的な違い、主題系の共通点へと還元されない読みと思考のあり方を引き起こす形式の有無という違いがある。モラリストが哲学的な言説に対し保っている論争的な関係を把握することなく、19世紀の批評家はしばしばモラリストを哲学もしくは骨相学の一部と同一視した。それは概念を役に立たないものにしてしまうし、とりわけテクストの形式的な特性を見逃してしまっており、今日もなお読みやすいものとして成功していることと、18世紀から19世紀への変わり目にかけて発達した文学的な概念と融合していったことがその主な原因である。対照的に、モラリストを自分たちと同列と見做した哲学者はほとんどおらず、それは尤もなことである。
2. 人間の振舞いや人間そのものという主題について、哲学的な論考の形式を取らず、体系や証明も気にかけずに書いた者。古典的なモラリストとの共通点は、箴言、断章、警句などの短い形式の使用にある。この意味では、ゲオルク・クリストフ・リヒテンベルク、（『人間的な、あまりにも人間的な』以降の）フリードリヒ・ニーチェ[4]、アルベール・カミュ、パスカル・キニャールといった多様な著述家をモラリストに含めることができる。これらの作家たちが人間の振舞いを説明するために断続的な形式に頼るのは17世紀の時点とは知的な意味でも歴史的な意味でも違う状況から生じたことであるので、こうした同一視は適切なものではないとも考えられる。

## 代表する人物
| 人間は考える葦である。――『パンセ』 |

| 誰かのことに満足するというのは何と難しいのか。――『性格論集』 |

| 我々の美徳というのは、大概は偽装した悪徳にしか過ぎないものだ。――『箴言集』 |

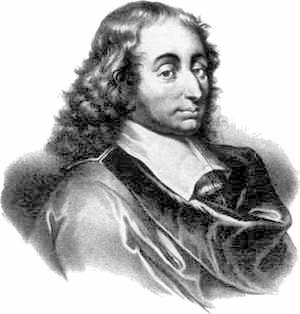
ブレーズ・パスカル。

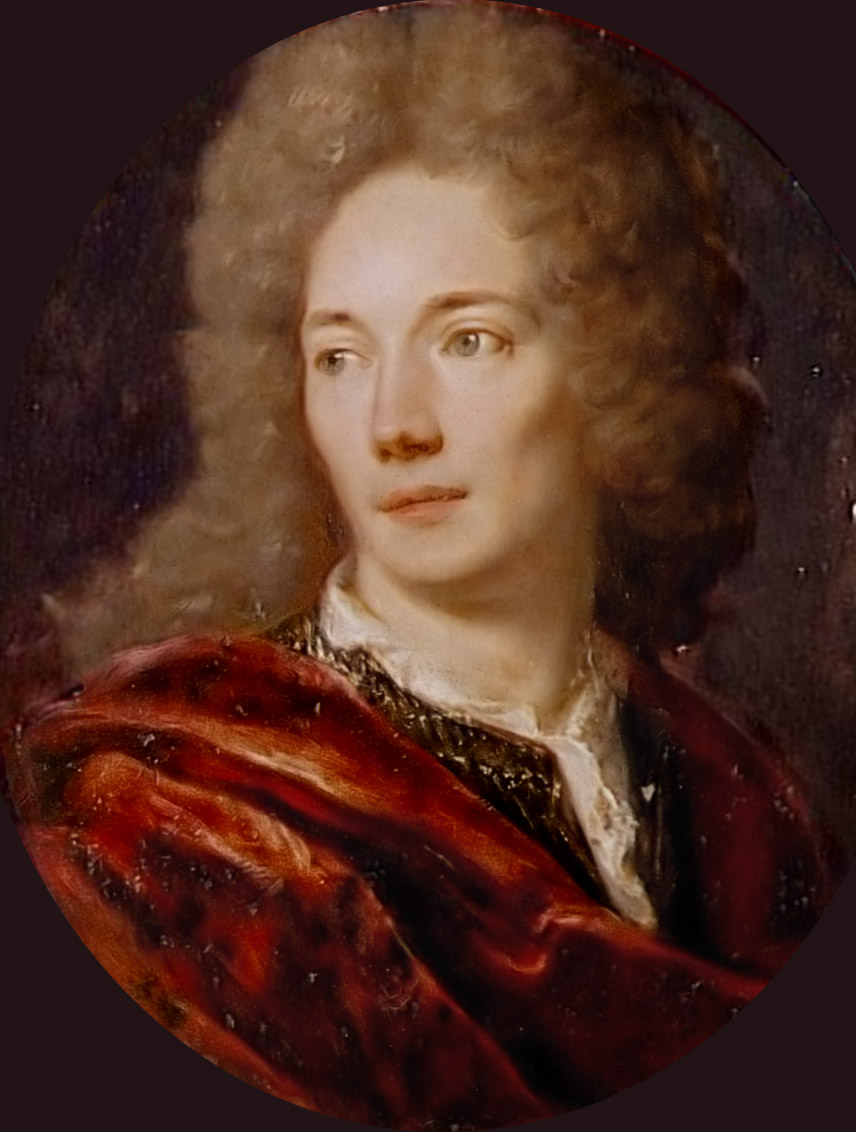
ジャン・ド・ラ・ブリュイエール。

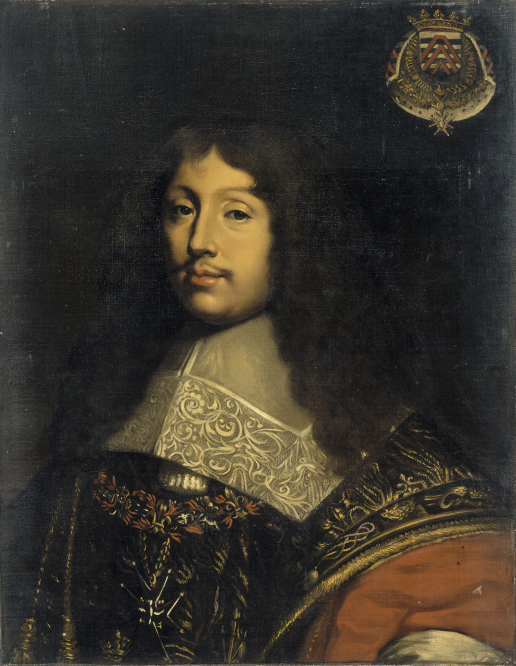
ラ・ロシュフーコー。

- ミシェル・ド・モンテーニュ　『エセー　Essais』は新しい訳者に荒木昭太郎、宮下志朗
- ブレーズ・パスカル　『パンセ　Pensées』は訳書多数。全集は白水社ほか
- フランソワ・ド・ラ・ロシュフコー　『箴言録 Maxims』は訳書多数
- ジャン・ド・ラ・ブリュイエール　Jean de，La Bruyère　(1645-1696)　「カラクテール－人さまざま　Les caractères」　訳書は複数ある。
- ヴォーヴナルグ、 Vauvenargues (1715-1747) 　「省察と箴言　Réflexions et maximes」
- ニコラス・シャンフォール（フランス語版）　Nicolas Chamfort　(1740-1794)　「格言と反省　Maximes et pensées」
- アントワーヌ・リヴァロル（フランス語版）　Antoine Rivarol　(1753-1801)

※王党派のジャーナリスト、サント・ブーヴによる作家論がある。
- ジョセッフ・ジュウベエル（フランス語版）　Joseph Joubert　(1754-1824)　「思想は魂とともに　Pensées et lettres」[5]
- アラン（本名はエミール＝オーギュスト・シャルティエ）　訳書は文庫などで多数